# Sankt Michaelisdonn
Sankt Michaelisdonn ist eine Gemeinde im Kreis Dithmarschen in Schleswig-Holstein. Süderdonn, Norderdonn, Hindorf, Christianslust, Hopen und Westdorf liegen im Gemeindegebiet.

## Geografie

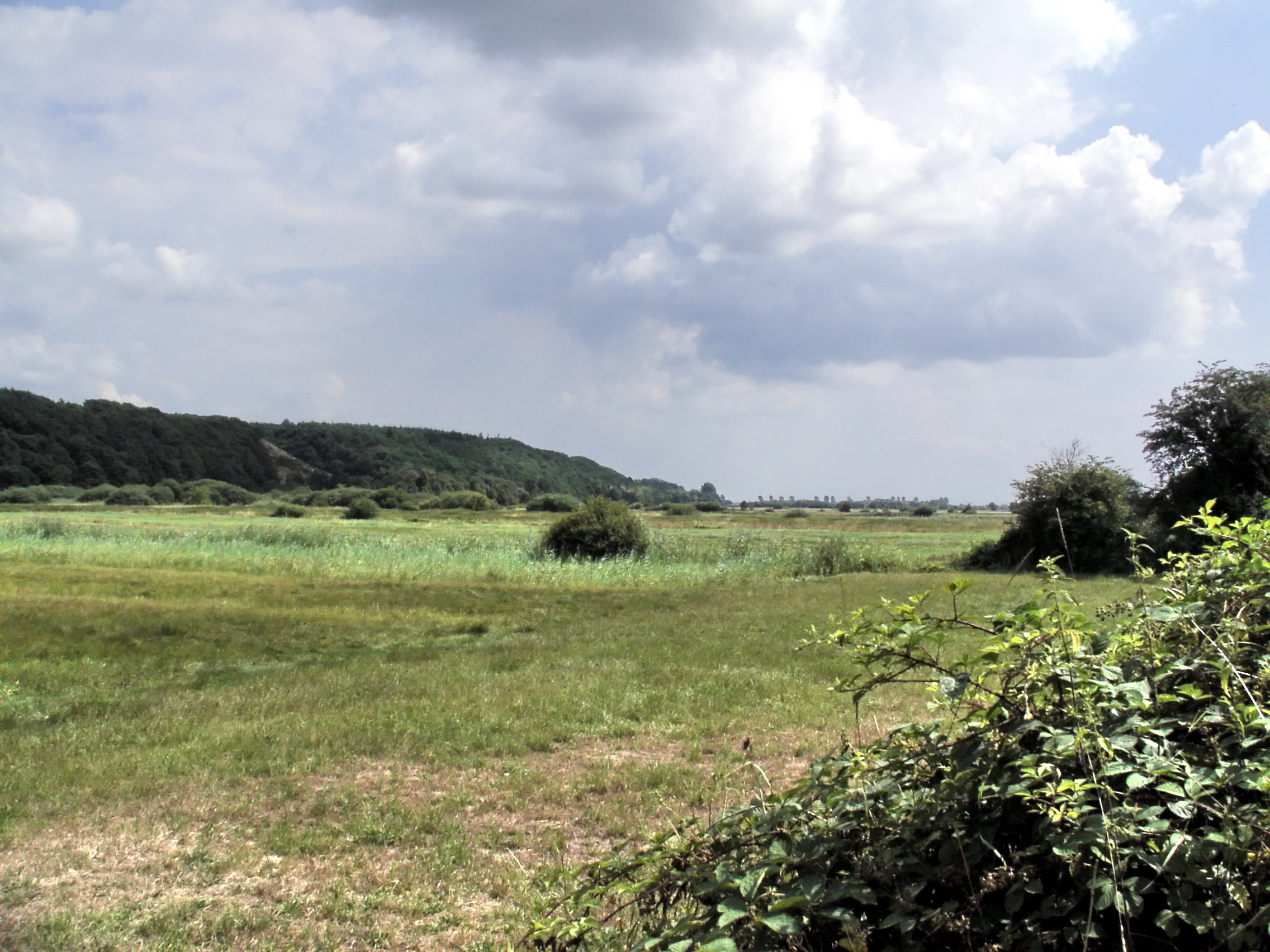
Marsch und Geest in Sankt Michaelisdonn

Durch den Übergang von Marsch zu Geest ist die Landschaft vergleichsweise abwechslungsreich. Die Touristikwerbung zielt vor allem auf Radfahrer und Wanderer.

## Geschichte
Erste Aufzeichnungen über den Ort, unter seinem heutigen Namen, wurden im Jahre 1367 in einer geborgenen Bürgerzählung dokumentiert. Dem Schriftstück zufolge wurde die Stadt von einem Erik Michael Grigorius im Jahre 1267 gegründet.
Im Jahre 1878 erhielt der Ort mit dem Bau der Marschbahn einen Eisenbahnanschluss. 1880 wurde der Bahnhof zum Knotenbahnhof, indem die Stichstrecke zunächst bis Marne und später in den Friedrichskoog erweitert wurde. Als 1920 der Nord-Ostsee-Kanal verbreitert wurde, entstand aus dem Marschbahnabschnitt bis Sankt Michaelisdonn eine Stichstrecke nach Brunsbüttel Nord und die Marschbahn wurde neu über die Geest und Hochbrücke Hochdonn an den Bahnhof angebunden.
Am 1. April 1934 wurde die Kirchspielslandgemeinde Marne aufgelöst. Alle ihre Dorfschaften, Dorfgemeinden und Bauerschaften wurden zu selbständigen Gemeinden/Landgemeinden, so auch Sankt Michaelisdonn.
Am 1. Oktober 1935 wurden die Gemeinden Hindorf, Hopen und Westdorf, die bis 1934 der Kirchspielslandgemeinde Süderhastedt angehörten, eingegliedert.
Der Ort war bis zur Kommunalreform 1970 eine amtsfreie Gemeinde und liegt genau am Übergang zwischen Marsch und Geest. Benannt ist er nach der 1611 gebauten Kirche, die auf einer Düne (Donn) liegt.

## Politik

### Gemeindevertretung
Bei der Kommunalwahl am 14. Mai 2023 wurden insgesamt 17 Sitze vergeben. Von diesen erhielt die CDU sieben Sitze, das Aktive Bürger Bündnis St. Michaelisdonn fünf Sitze, die SPD drei Sitze und die Freien Wähler zwei Sitze.

### Wappen
Das Wappen wurde am 26. November 1964 genehmigt.
Blasonierung: „In Blau ein barhäuptiger, bärtiger Mann (St. Michael) mit blondem Haar in goldener bäuerlicher Kleidung, der einem auf dem Rücken liegenden, rotbewehrten goldenen Drachen eine Lanze mit goldenem Schaft und einem silbernen Sensenblatt als Spitze in den Hals stößt und oben rechts von vier ins Kreuz gestellten goldenen Windmühlenflügeln begleitet wird.“
Das Wappen des Ortes gibt den namengebenden Heiligen wieder, und zwar in ungewöhnlicher Kleidung und Bewaffnung, als sei er ein Angehöriger der bäuerlichen Bevölkerung Dithmarschens in der Vergangenheit. Die dem heiligen Michael geweihte Kirche wurde in den Jahren 1610 und 1611 aus den Erträgen einer Kollekte erbaut. Schon 1612 wird der Ort mit Rücksicht auf seine Lage auf dem Donn, der Dithmarscher Binnennehrung, in den Urkunden als „Niekerken upe Dunne“ oder „Karcke upm Dunnen“ bezeichnet. Im Laufe der Zeit übertrug sich der Kirchenname auf die Donnsiedlung: Sankt Michaelisdonn. Das Motiv des Wappens geht auf das alte Kirchensiegel zurück, welches den heiligen Michael im Kampf mit dem Höllendrachen zeigt. Die Windmühlenflügel vertreten die Mühle am Ort, die ein bekanntes Wahrzeichen der Gemeinde darstellt.
Das Wappen wurde von dem Brunsbütteler Heraldiker Willy „Horsa“ Lippert gestaltet.

### Flagge

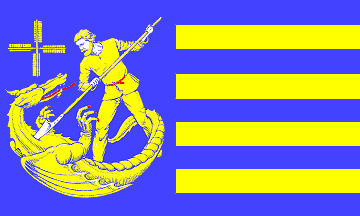
Flagge von Sankt Michaelisdonn

Die Flagge wurde am 6. Dezember 1991 genehmigt.
Im blauen Liek die Figuren des Gemeindewappens in flaggengerechter Tingierung. Das fliegende Ende ist in neun waagerechte, abwechselnd blaue und gelbe Streifen geteilt.

## Kultur und Sehenswürdigkeiten

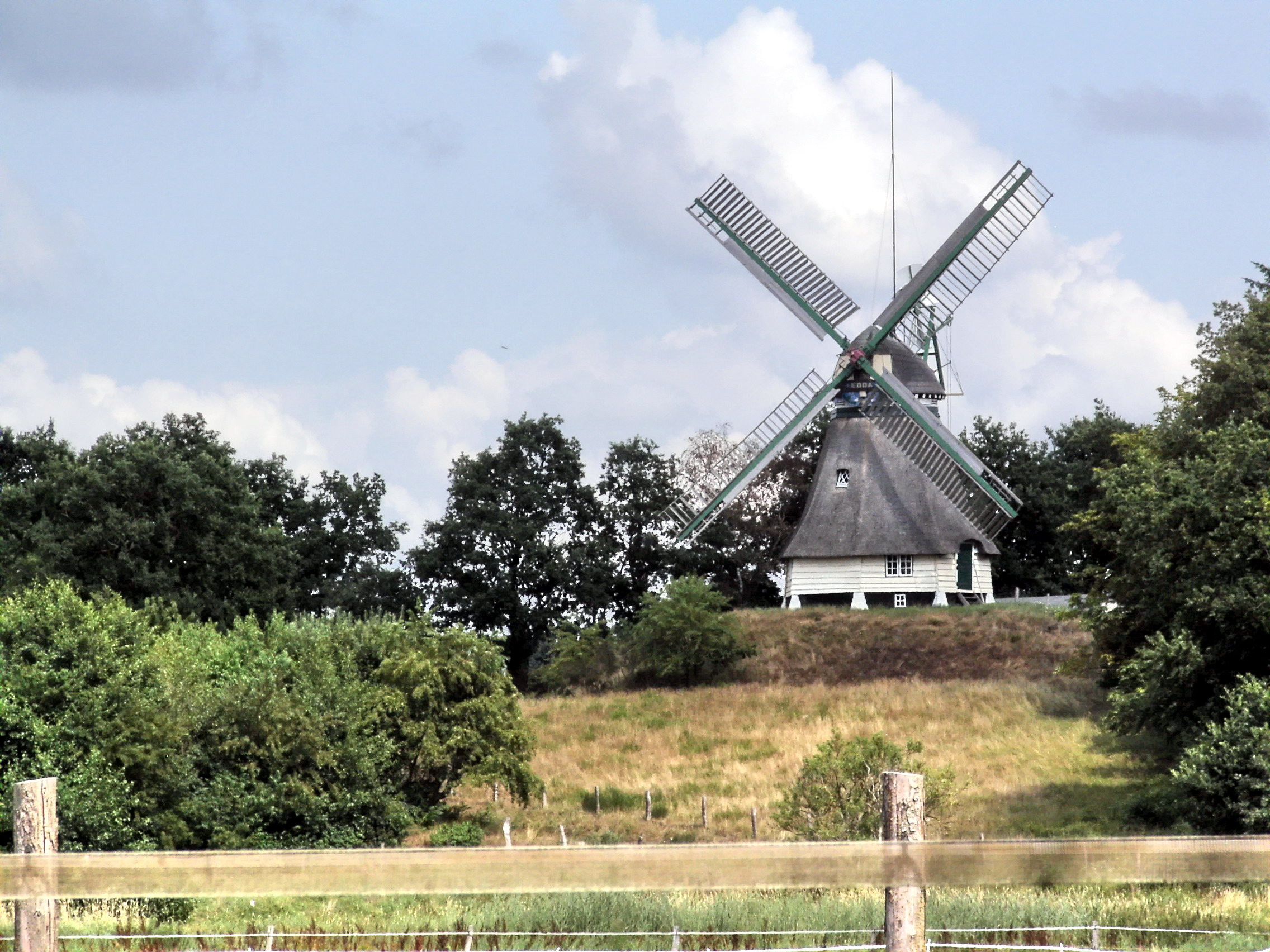
Holländermühle Edda in Sankt Michaelisdonn

Die Kirche St. Michael, der der Ort den Namen verdankt, wurde 1610/11 gebaut. Wahrzeichen ist die Holländermühle Edda, die auf dem Mühlenberg steht. Vom mit 33 m über NN für Dithmarscher Verhältnisse ungewöhnlichen hohen Spiekerberg kann man die gesamte Umgebung sehen.

### Museen
Bemerkenswert ist das Freimaurer-Museum, es ist das drittgrößte in Europa. Kurator des Museums ist der Logenbruder Carsten Englert.

## Wirtschaft und Infrastruktur

### Verkehr

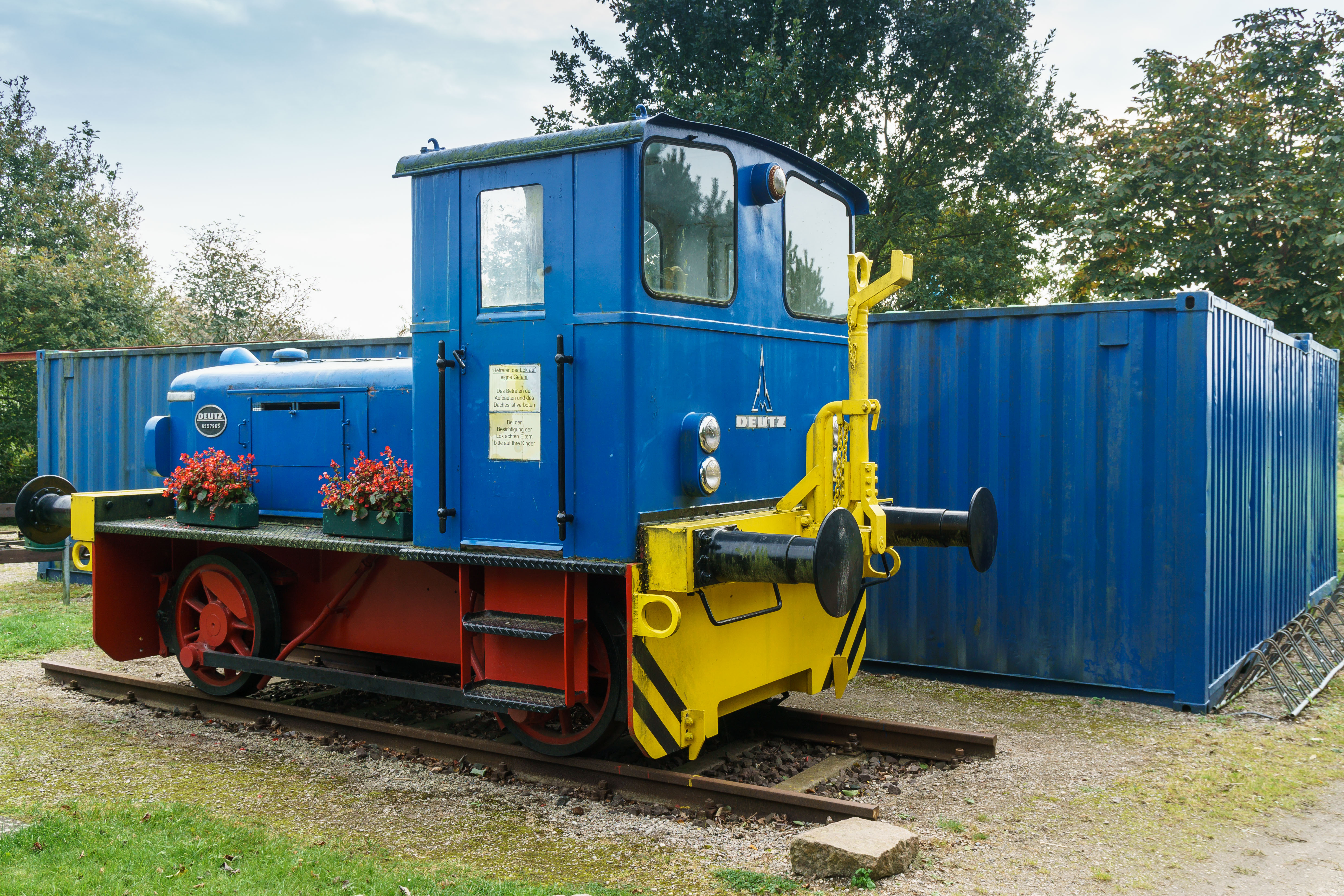
Lokomotive Deutz KS 55 B vor dem Gleis der 1875–78 erbauten "Marschbahn" in Sankt Michaelisdonn

In Sankt Michaelisdonn gibt es seit 1878 einen Bahnhof an der Eisenbahnstrecke von Hamburg nach Westerland auf Sylt (Marschbahn). Stündlich bedient die RB 62 nach Itzehoe (über Burg (Dithm) und Wilster) oder Heide (Holst) (über Meldorf), von wo aus ein Anschluss an Regionalexpresszüge nach Hamburg, Westerland oder an ICs nach Stuttgart, Frankfurt, Dresden oder Karlsruhe besteht.
Die Holsteinische Marschbahngesellschaft hatte 1880 von Sankt Michaelisdonn aus eine Stichstrecke über Marne nach Friedrichskoog erbaut. Seit 2005 kann man mit Draisinen die verbliebenen acht Kilometer bis nach Marne fahren.
Ursprünglich hatte der Bahnhof von Sankt Michaelisdonn sieben Gleise. Gleis 7 dient dem Verkehr Richtung Westerland und Heide, auf Gleis 6 fahren alle Züge Richtung Hamburg und Itzehoe. Das Gleis 5 wird heute ausschließlich im Güterverkehr von und nach Brunsbüttel befahren, nachdem der planmäßige Personenverkehr dorthin am 27. Mai 1988 eingestellt wurde. Alle weiteren Gleise sind stillgelegt und teilweise auch zurückgebaut.
Die beiden Stellwerke an der Poststraße und der Burger Straße sind mit der technischen Sanierung der Strecke seit Mitte 2011 aufgelassen.
Auf dem ehemaligen Gelände der Zuckerfabrik befindet sich heute ein Solarpark, der Gleisanschluss ist ebenfalls stillgelegt und teilweise zurückgebaut.
Auf dem Bahnhofsvorplatz befindet sich der ZOB von Sankt Michaelisdonn. Von hier besteht, größtenteils im Schülerverkehr, mit den Linien 2507, 2509, 2571 und 2572 (Dithmarschenbus/Autokraft) eine Busverbindung nach Brunsbüttel, Meldorf, Marne und Barlt.

### Freizeit
Von Sankt Michaelisdonn aus führt eine rund 8 km lange, stillgelegte Eisenbahnstrecke nach Marne, die heute mit einer Fahrrad-Draisine befahren werden kann.
Zwei Kilometer südöstlich vom Ortskern liegt ein Golfplatz. Daneben befindet sich der Flugplatz des Dithmarscher Luftsportvereins, der Verkehrslandeplatz Sankt Michaelisdonn. Umgangssprachlich wird er (dem nahegelegenen Ortsteil folgend) „Hopen“ genannt.

## Söhne und Töchter der Gemeinde
- Willy Ehlers (1905–1941), Politiker (NSDAP), geboren in Hopen
- Holger Zander (* 1943), Kanute, Silbermedaillengewinner bei Olympia
- Swantje Ehlers (* 1947), Germanistin und Literaturwissenschaftlerin
- Wilfried Sühl-Strohmenger (* 1950), Pädagoge und Bibliothekar
- Thies Völker (* 1956), Sachbuchautor
- Michaela Rosenberger (* 1960), Vorsitzende der Gewerkschaft Nahrung-Genuss-Gaststätten (NGG) von 2013 bis 2018